# Réti legyezőfű
A réti legyezőfű (Filipendula ulmaria) a rózsavirágúak (Rosales) rendjébe és a rózsafélék (Rosaceae) családjába tartozó gyógynövényfaj. A franciák „a mezők királynéjának” hívják.

## Származása, elterjedése
Holarktikus fajként csaknem egész Európában és Ázsia nyugati felén honos. Észak-Amerikába betelepítették. Magyarországon nem gyakori, de helyenként tömegesen fordul elő.

## Alfaja
- Filipendula ulmaria subsp. picbaueri (Podp.) Smejkal

## Megjelenése
Szögletes, üreges, pirosan erezett szára mintegy 2 m magasra nő. Átellenes levelei összetettek, 2-5 pár fogazott és egyenlőtlen levélkéje van. Összemorzsolt levelei jellegzetes, fertőtlenítő szerre emlékeztető szagot árasztanak. Álernyőbe tömörült, édeskés illatú, 4–8 milliméter átmérőjű virágai a sárgásfehértől a krémszínűig változnak. Aszmagtermésében barna magok vannak.

## Életmódja, élőhelye
Évelő. Nedves környezetben – mocsarakban, nyirkos talajú réteken, patak menti társulásokban – él, főleg a hegyvidékeken. Kertekbe is ültetik. Nyáron (júniustól augusztusig) virágzik.

## Gyógyhatása
Szalicilsav-származékainak köszönhetően gyulladásgátló, valamint elősegíti az izzadást. A flavonoidok, amelyek görcsoldó hatásúak, megkönnyítik az epe kiürülését. Szintén a flavonoidoknak, valamint a nagy mennyiségű káliumsóknak köszönhetően hatékony vízhajtó. Cseranyagai elősegítik az összehúzódást és a sebgyógyulást. Közismert a jó vizelethajtó, vértisztító és lázcsillapító hatásáról. Influenza idején, megfázás esetén gyakran használják izzasztóként, de a népi gyógyászatban alkalmazzák hólyaghurut, vesegyulladás és reuma ellen is. A növény influenza és lázas állapot kezelésére javasolt, enyhíti a fej- és fogfájást, csillapítja a köszvény és a reuma okozta kisebb ízületi fájdalmakat. Gyakran ajánlják a túlsúly okozta vizeletelválasztási zavarok kezelésére. A növény segít a sebek és fekélyek gyógyulásában is. 

## Felhasználása
Az aszpirin alapanyaga.
Jóllehet a réti legyezőfű nem mérgező, alapanyagai között szerepel a szalicil, ezért szalicil- vagy aszpirinérzékenyeknek ellenjavallt.  A 16 év alatti megfázásos, influenzás vagy bárányhimlős gyerekeknél ne alkalmazzák! - Kisgyermekeknél tilos az alkalmazása vírusfertőzések esetén! - Fekély vagy gyomorhurutos betegek számára sem ajánlott! 
Németországban és Skandináviában virágait illatosítónak, szárítva teának használják, mézsörbe és borba keverik.
Gyógytea készítése

## Képek

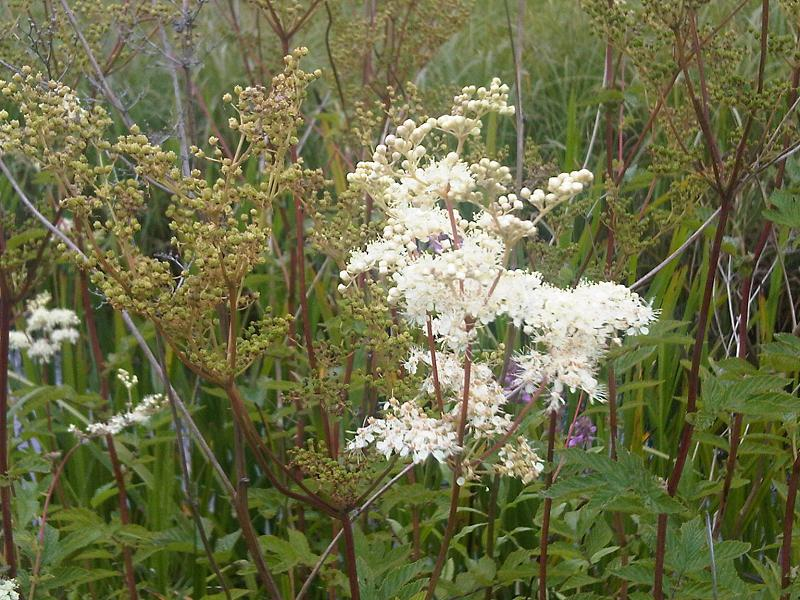
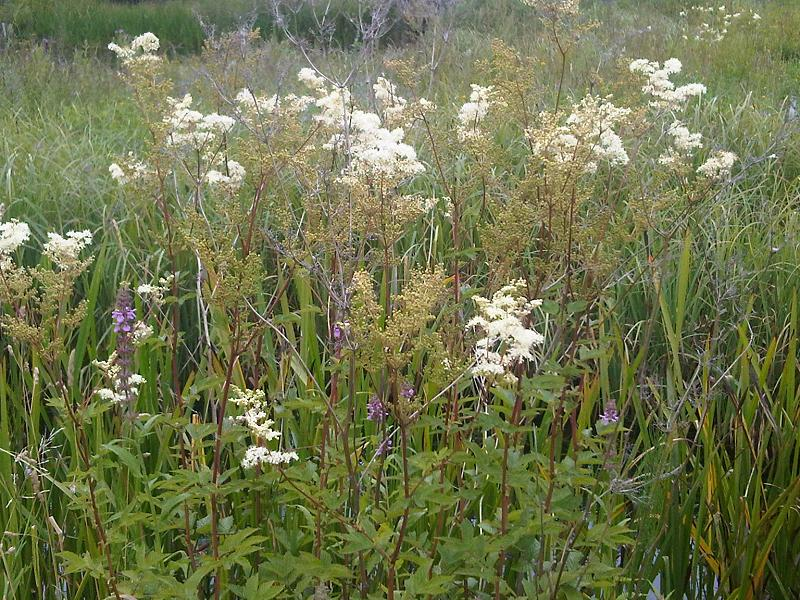
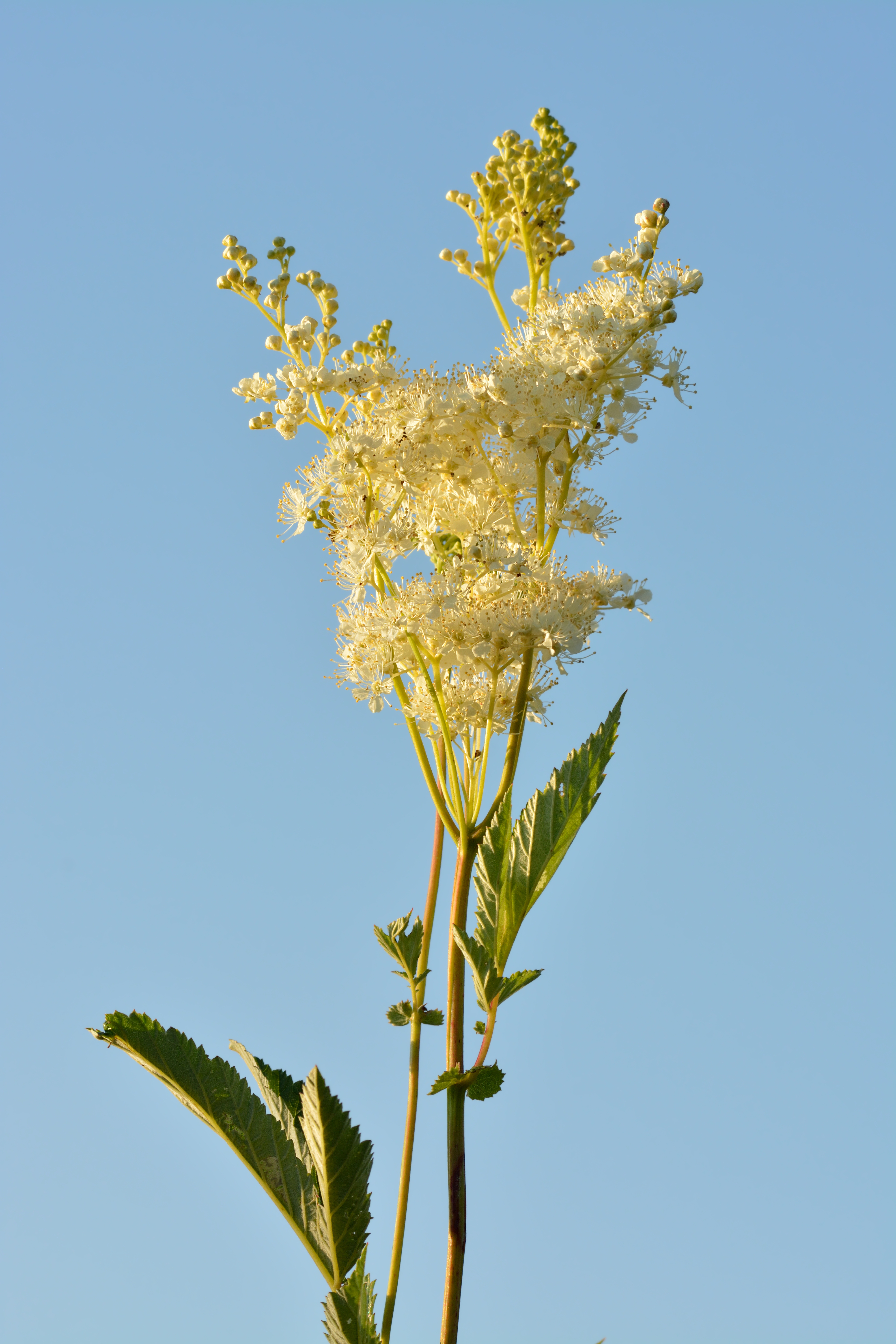